# Жджари (Західнопоморське воєводство)
Жджари (пол. Żdżary, нім. Eichberg) — село в Польщі, у гміні Ґоленюв Голеньовського повіту Західнопоморського воєводства.
Населення — 213 осіб (2011).
У 1975-1998 роках село належало до Щецинського воєводства.

## Демографія
Демографічна структура станом на 31 березня 2011 року:
|          | Загалом | Допрацездатний вік | Працездатний вік | Постпрацездатний вік |
| -------- | ------- | ------------------ | ---------------- | -------------------- |
| Чоловіки | 112     | 22                 | 82               | 8                    |
| Жінки    | 101     | 24                 | 63               | 14                   |
| Разом    | 213     | 46                 | 145              | 22                   |